# Цвек, Роберт
Роберт Цвек (чеш. Robert Cvek; род. 6 января 1979, Крнов) — чешский шахматист, гроссмейстер (2007).
В составе национальной сборной участник 37-й Олимпиады (2006) в Турине и 17-го командного чемпионата Европы (2009) в Нови-Саде.

## Изменения рейтинга
| Графики недоступны из-за технических проблем. См. информацию на Фабрикаторе и на mediawiki.org. |